# Naturschutzgebiet Tibaum
Das Naturschutzgebiet Tibaum umfasst den westlichsten Abschnitt der Lippeaue auf Hammer Stadtgebiet in Nordrhein-Westfalen. Das etwa 99,2 ha große Gebiet wurde im Jahr 1988 unter der Schlüsselnummer HAM-006 unter Naturschutz gestellt.

## Gebietsbeschreibung
Das NSG umfasst den westlichsten Abschnitt der Lippeaue auf Hammer Stadtgebiet mit einem vielfältig strukturiertem Komplex aus diversen Gewässern unterschiedlicher Genese und Ausstattung, (extensiv) genutztem Grünland, Brachflächen, ausgedehnten Röhrichten und z. T. alten Gehölzbeständen. Die in weiten Mäanderbögen von Ost nach West verlaufende Lippe bildet die nördliche Grenze des Gebietes und markiert die Kreisgrenze zum Kreis Unna. Westlich teilt die Autobahn A1 einen kleinen Teil des Naturschutzgebiets ab. Südlich erstreckt sich der Datteln-Hamm-Kanal. Entlang der südlichen Kanalseite erstrecken sich die zwei Teile des Naturschutzgebiets Brauck und Eckernkamp.
Die Ufer sind überwiegend befestigt, abschnittsweise jedoch auch naturnah gestaltet. Die steilen Böschungen werden meist von Hochstaudenfluren eingenommen, im amphibischen Bereich ist ein schmales Röhrichtband zu finden. Unterwasser- wie auch Schwimmblattvegetation sind gut repräsentiert. Der Fließcharakter des Flusses wird durch das Wehr Stockum negativ beeinflusst. Innerhalb der Aue ist als kulturhistorisch typische Nutzungsform das Grünland dominierend. Innerhalb der Heckrindweide wurden auch einige flache Blänken ausgeschoben, die Pioniervegetation aufweisen. Eingebettet in diese offene Auenlandschaft sind diverse Gewässer. Neben älteren kleineren Weidetümpeln, ehemaligen Fischteichen und künstlich angelegten Gewässern sind im zentralen Bereich große Stillgewässer durch bergbauliche Senkungsvorgänge entstanden, die von ausgedehnten Röhrichten gesäumt werden. Durch anhaltende Bergsenkungen in den letzten Jahren sind diese Entlandungen stetig weiter fortgeschritten, wobei das Senkungstief am Südrand des Gebietes verläuft.

## Schutzziele und Maßnahmen
Erhaltung und Entwicklung der naturnahen eutrophen Stillgewässer mit typischen Arten der Unterwasser- und Schwimmblattvegetation Erhaltung und Entwicklung der Erlen- und Eschenwälder und Weichholzauenwälder mit ihrer typischen Fauna und Flora in ihren verschiedenen Entwicklungsstufen / Altersphasen und in ihrer standörtlichen typischen Variationsbreite, inklusive ihrer Vorwälder, Gebüsch- und Staudenfluren sowie Erhalt und Optimierung einer angepassten Grünlandnutzung und einer durch Heckrinder genutzten Auenlandschaft.
- Absperrung, Auszäunung von Flächen • Beschränkung der Fischereiausübung • Beseitigung von Müll • der Sukzession überlassen • Erhaltung der Gewässer • Erhaltung der Landschaftsstrukturen • Erhaltung der Überschwemmungsdynamik • Grünlandnutzung beibehalten